# Seznam indijskih šahistov
Seznam indijskih šahistov.

## A
- Viswanathan Anand

## B
- Dibyendu Barua
- Adhiban Baskaran (*1992)

## C
- Sandipan Chanda

## E
- Arjun Erigaisi (*2003)

## N
- Parimarjan Negi

## G
- Vidit Gujrathi (*1994)
- Dommaraju Gukesh / Gukesh D (*2006)

## P
- Magesh Chandran Panchanathan
- Rameshbabu Praggnanandhaa (*2005)

## R
- Padmini Rout

## S
- Nihal Sarin (*2004)
- Swayangsu Satyapragyan
- Umakant Sharma
- Arvind Shastry
- Kidambi Sundararajan

## V
- Rameshbabu Vaishali (*2001)